# Castell de Montesa
El Castell de Montesa és un castell de la població valenciana de Montesa, a la comarca de la Costera. Aquest castell, actualment en ruïnes, es trobava a dalt d'una enorme penya a dalt de l'actual poble de Montesa. Era d'estil gòtic i fou construït per l'Orde de Montesa. Després que l'orde de cavalleria del Temple quedara dissolta, es creà l'Orde de Montesa que ocupà la fortificació anteriorment islàmica i totalment renovada per a les noves funcions que desenvoluparia, sent la seua casa mare i funcionant com a convent, on els monjos de l'orde seguien la regla de sant Benet. El nom del convent era Sacre i Reial Convent de l'orde de Santa Maria de Montesa i Sant Jordi d'Alfama, per l'orde que l'ocupava.

## Importància estratègica del Castell de Montesa
El Castell de Montesa, junt amb el castell de Xàtiva i la torre de guaita de Moixent formava part d'un entramat defensiu molt més ampli que tenia com a principal funció el control del que avui coneguem com la comarca de la Costera. Aquesta és una estreta franja de terra que s'eleva (és una costera) progressivament fins a Almansa, constituint el camí natural cap a Castella ja des de l'època ibèrica amb la Via Heraclea i en la romana, amb la via Augusta. El control d'aquest territori fronterer, era de vital importància per a l'antic Regne de València, com indica la dita popular "Quan el mal ve d'Almansa, a tots alcança", i, per extensió, per a tota la Corona d'Aragó.

## Orígens
La posició estratègica del lloc que ocupa el castell i els seus vessants fa que hi haja presència humana des d'antic. Es van trobar un gran nombre de materials arqueològics d'època ibèrica i romana, com una làpida sepulcral amb la inscripció CLODIA PERPETUA. També al llarg de tota la vall del riu Cànyoles o de Montesa s'han descobert un nombre important de vil·les romanes, de les quals se n'han excavat algunes com la localitzada a Vallada (Vila dels Horts), cosa que indica un poblament important en aquesta vall i via de pas.
A l'època musulmana Montesa està dins el Xarq al-Àndalus i la Xâtiba musulmana és el centre de la comarca. D'aquest centre depenien diversos nuclis, com alqueries, cases de camp, i castells fortificats o hisn com el de Montesa, que ocupen una posició defensiva dominant la via de trànsit i formen part del cinturó defensiu de la capital comarcal. Del castell islàmic es coneix poc, es parla d'una reconstrucció d'una antiga torre i algunes dependències, i es conserven trets islàmics en l'organització espacial del conjunt, com el recinte superior emmurallat amb accés en doble recolzada, albacar, i hàbitat fortificat.
Jaume I pren Xàtiva el 1244 i es compromet a respectar les possessions, usos i costums dels musulmans seran respectats, permutant el castell de Xàtiva pels de Montesa i Vallada. La fortalesa de Montesa es convertí en un focus d'insurreccions i a causa de la seua importància estratègica Pere el Gran decideix prendre'l en 1277 i l'incorpora a la Corona. L'any 1289 Bernat de Bellvís concedeix Carta Pobla a uns 120 veïns.

## El castell i l'Orde de Montesa

Escut de l'Orde de Montesa

El castell està estretament relacionat amb l'orde militar de Montesa, ja que en fou la casa mare i origen d'aquesta. L'origen de l'orde està en la intenció de Jaume el Just de protegir el regne i aprofitant la dissolució de l'Orde del Temple feta pel papa Climent V (1311) funda un nou orde religiós i militar que substituïra el del Temple al Regne de València, heretant els seus béns. Ho aconseguí de la mà de Joan XXII que va estendre una butla amb la qual es creava l'orde de Montesa el 10 de juny de 1317. Segons aquesta butla s'establí al castell un convent filial a l'orde de Calatrava, però aquesta finalment no complí la tasca encomanda pel papat i fou dotada amb els béns de l'extinta orde del Temple i amb els de l'orde de l'Hospital que havien tingut a tot el regne. Com es tractava d'un convent de filiació cistercenca, l'abat de Santes Creus o el de Valldigna eren els encarregats de la formació i elecció del prior del convent de Montesa; i el papa es reservava el dret de nomenar el primer mestre de Montesa, els successius serien triats per la mateixa comunitat.
El primer mestre serà Guillem d'Erill, hospitaler, triat per l'abat de Santes Creus, delegat del papa. Jaume II atorga la vila i castell de Montesa l'orde, lloc triat per a fundar el convent que encara tardarà a edificar-se uns anys. Al mateix temps el rei ordena al justícia i als habitants de Montesa que presten jurament i homenatge com a nou senyor al mestre acabat d'elegir. Aquesta fundació de factoes va realitzar al palau reial de Barcelona figurant com a testimonis el monarca i la seua cort. Durant el govern del segon Mestre de l'orde es produí l'assignació definitiva a Montesa de les propietats que tenia el Temple anteriorment.

## Arquitectura

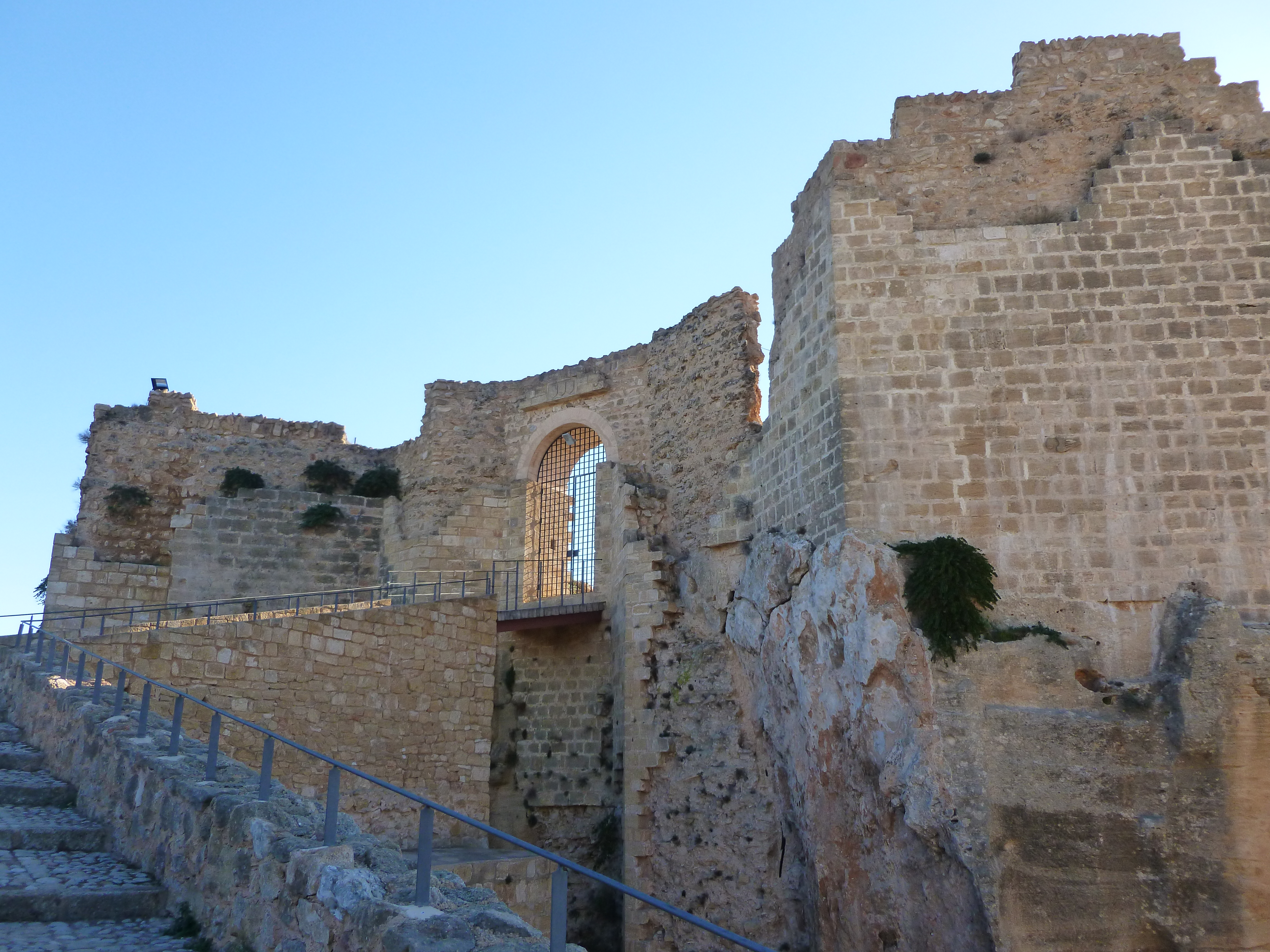
Entrada al castell

El castell de Montesa combina estructures de tipus militar, el castell, amb les religioses, el monestir cistercenc, característica que el fa únic al País Valencià. El mestre Arnau Soler va disposar que es realitzaren les primeres obres al castell, fetes en temps del seu successor Pere de Tous (de 1335 a 1338). Consistiren a consolidar les estructures de l'antic alcàsser musulmà i la construcció de noves, com el forn, el refectori i alguns llenços exteriors. També es va folrar de carreus una possible torre islàmica a la plaça d'armes a l'exterior de la qual, recaient al poble, es van col·locar tres escuts: el de l'orde, el de la Corona d'Aragó i el del promotor de l'obra. Encara sota el mandat de Soler (que va durar des de 1327 fins a 1374) es va construir una gran cisterna, l'església i la sala capitular, configurant les estances bàsiques d'un monestir segons el Cister.
Martí de Viciana descriu el castell a mitjan segle xvi, diu:
| «                                                                  | El castillo de Montesa es muy principal del reyno y muy hermosos y fuerte; la iglesia grande y bien aderazada de retablos, coro y servicio; la casa, con muchos y espaciosos aposentos; tres aljibes y un claustro plantado de naranjos y cipreses. Está muy fortalecido por su encumbrada situación y estar labrado con piedra pulida y murps de 14 palmos de espeso; hay troneras, reparos, puertas herradas y buena provisión de artillería. En la iglesia, dedicada a la Asunción de la Virgen, se contienen veneradas reliquias (un húmero de San Juan Crisóstomo y un milagroso fragmento de la Cruz del Redentor) y valiosas joyas (cálices, relicarios, custodia de oro, plata, pedrería, etc.) | » |
| — Chrónica de la ínclita y coronada ciudada de Valencia y su reyno | |   |

Una altra font que ens permet conèixer les construccions del castell són els protocols del notari Lluís Guerola de la seua visita 1593.
Una vegada traspassat el pont llevadís, que s'alça sobre un fossat de trenta pams d'amplària, es passa al recinte fortificat. En primer lloc està la plaça d'armes, a la dreta el forn, les quadres, l'hostal; i al fons, al sud del claustre, la porta d'entrada a l'església.
L'església era d'una sola nau, de fàbrica de carreus (el mur exterior coincidia amb el de la muralla) i sense estreps, amb altar major i cor baix, a un costat i a l'altre es disposaven la sagristia i la capella, on es guardaven els llibres. Les parets de l'interior s'adornaven amb quadres que representaven a sants de l'orde, com sant Jordi o sant Jaume. El cadiratge era de fusta de cedre, procedent de les terres que tenien a Cervera. Les capelles laterals estaven sota l'advocació de santa Llúcia, a la dreta de l'altar major; a les Ànimes, de la Coronació, del Santíssim Crist, de l'Enterrament, de sant Jordi i de sant Joan. La sagristia era de planta quadrada i amb dues portes que comunicaven amb l'església i el claustre i s'hi guardaven a l'armari de plata una gran quantitat d'objectes per al culte, de plata i or i altres materials preciosos.
Davant de l'església i al nord s'alça la sala capitular, lloc de reunió dels monjos guerrers. Era de planta quadrada amb murs gruixuts i grades.
La seua decoració era austera (com recomanava el Cister), i estava coberta amb una volta de creueria. Aquesta volta descansava en una clau central amb la creu de l'orde, hui tornada a col·locar al mateix lloc. Tenia un petit altar i l'armari de les relíquies. Donava a l'est del claustre.
El claustre era de planta rectangular amb camins radials emmarcats amb voreres de pedra, que conflueixen en una rotonda central. Es conserven les bases dels pilars pentagonals i alguns fusts cilíndrics de la galeria del claustre. Tenia tres altars dedicats a santa Anna, sant Miquel i la santa Creu. Aquest claustre es construí a finals del segle xiv, durant el govern de fra Berenguer March. El refectori se situava al sud del claustre, al pis alt i amb grans finestrals, un púlpit de fusta i sis taules grans perquè la comunitat menjara. Al costat del refectori hi havia la cuina i el rebost.
Altres dependències eren: el celler gran, la cisterna, les presons, la sala magistral (comunicada amb l'església) i el claustre alt. Aquest claustre tenia la sala del capítol, de planta rectangular, teginat de fusta i paviment de marbre de Buixcarró; més la biblioteca i l'arxiu. S'hi accedia al claustre alt a través d'una rica portada renaixentista tallada en marbre, conservada i traslladada primera al Temple i actualment està al Palau de la Generalitat. Probablement feta el 1537, any de l'elecció de Francesc Llançol de Romaní com a Mestre de l'Orde de Montesa, destaca per l'elegància de la seua composició, amb pilastres jòniques sobre pedestals, entaulament tripartit amb mènsules de rètol al plom amb les pilastres i frontó triangular. La portada es decora, amb mesura, amb grotescos, trofeus a la italiana, armadures, òvuls, dardells, dentells, llaços i xiquets amb cornucòpies que es troben als daus de les pilastres, pedestals, al timpà i al coronament del frontó. Sota el frantó hi ha una inscripció que diu: FRATER FRANCISCVS LLANCOL DE ROMANI MAGISTER MONTESIE.

## Destrucció del castell
El Castell de Montesa es va enfonsar a conseqüència del terratrèmol del 23 de març de 1748. A partir d'aleshores s'inicia la decadència i abandó del que va restar del castell. El rei Ferran VI, com a gran mestre de l'orde, va ordenar que se salvara tot el que es poguera d'entre les ruïnes. Llavors es traslladaren a l'antic palau magistral de València ornaments, gots sagrats, obres d'art i documents; a l'església parroquial de la població es van quedar objectes útils per al culte. Pel que fa als elements arquitectònics del castell, foren espoliats i els veïns els aprofitaren els carreus per construir-se les seus pròpies cases, fet encara observable en moltes cases properes al castell (és l'anomenada popularment pedra del castell que en realitat són elements constructius com carreus, cornises, columnes, claus, capitells, nervis, gàrgoles, bases, etc.).
Amb la seu destruïda, l'orde es trasllada a València. Ací s'hi construí una nova seu sobre l'antiga casa magistral que tenien a la capital entre 1761 i 1780, el palau del Temple. Aquest nou edifici el dissenyà l'arquitecte madrileny Miguel Fernández, amb una façana palatina i un gran claustre de pilastres toscanes, i una església amb una façana de pilastres colossals, garlandes i un frontó entre les dues torretes laterals. Ací també es portaren peces arquitectòniques procedents del castell.

## De la destrucció a l'actualitat
Quan es produí el terratrèmol la importància estratègica del castell ja havia desaparegut, i l'Orde de Montesa havia estat incorporada a la Corona al segle xvi, motius pels quals l'edifici no fou reconstruït. El castell des d'aleshores s'exposa a un continuat espoli i deteriorament.
L'any 1926 la Direcció General de Belles Arts declara el conjunt monument històric artístic per tal d'evitar la seua ruïna però caldrà esperar a la primera meitat del segle xx perquè comencen els primers treballs de neteja i desenrunament.
Entre 1945 i 1955 es dugueren a terme una sèrie de treballs arqueològics i desenrunament a iniciativa de la Universitat de València, fets pel catedràtic Manuel Ballesteros Gaibrois i els seus col·laboradors José Alcina Franch i Helmut Schlunk. La mà d'obra la proporcionà l'alcalde d'aleshores i més tard, l'exèrcit. El resultat d'aquests treballs fou el buidatge de restes de la sala capitular i el descobriment de la seua planta quadrada. A la plaça d'armes es descobriren diverses dependències i aparegueren materials arquitectònics, com dues nervadures, dues gàrgoles, capitells, fustos de columnes, dues piles, un àngel de pedra gòtic, etc. El 1948 segueixen les feines, gràcies a les donacions d'entitats i la Diputació de València, que afectaren el vestíbul, l'església i el claustre (del qual es descobrí la seua planta rectangular i les galeries). Fora del recinte de les muralles l'acumulació de terres era major, i sense massa fortuna els enginyers militars van reconstruir l'accés al recinte.
Es feu una exposició amb els materials recuperats a la Sala Daurada del Palau de la Generalitat a finals de 1948, i paral·lelament es feren conferències sobre la feina feta. Es feren noves campanyes els anys 1955 i 1957 subvencionades pel Ministeri d'Educació a proposta de Domingo Fletcher Valls, delegat regional del Servici de Conservació del Patrimoni Artístic.

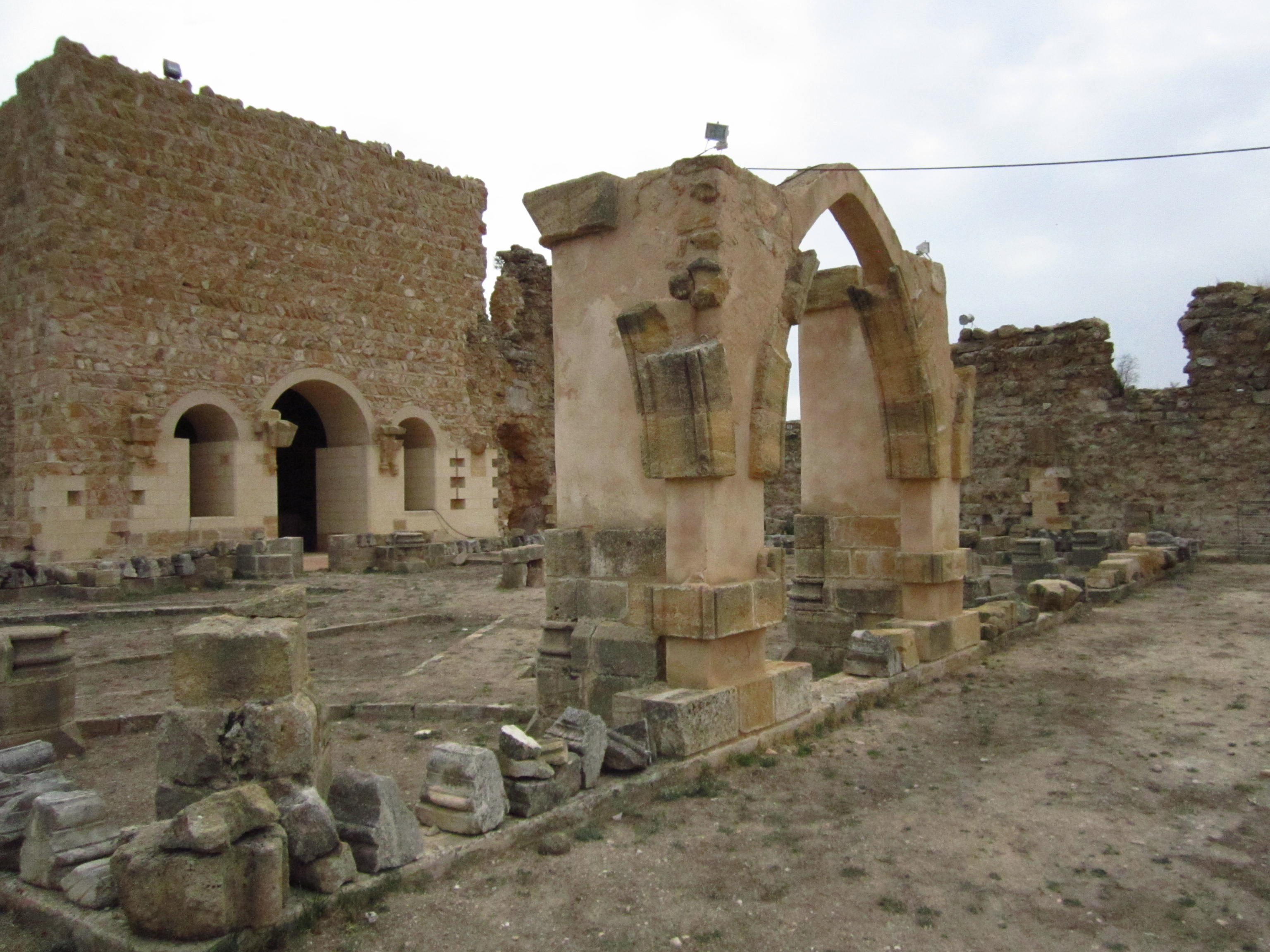
Vista parcial de la restaurada sala capitular

En les últimes dècades del segle xx, 1989, la Direcció General de patrimoni encarrega a l'arquitecte Salvador Vila Ferrer el projecte de recuperació i rehabilitació del castell. Es du a terme el primer estudi previ sobre les estructures exteriors, on es descobriren el recorregut d'una tanca externa, dues torres avançades i el camí d'accés a la població. També es feu un nova anàlisi de la torre de l'Homenatge i la torre de la presó. Aquesta anàlisi va donar a conèixer que la torre de l'Homenatge no estava a l'extrem oriental de la fortalesa, sinó a l'extrem oest, formant part del complex militar construït el segle xiv pel mestre Pere de Tous i en el lloc on havia existit una altra torre islàmica. La torre que feia les funcions de presó, com es veu en un plànol del segle xviii seria una torre albarrana d'origen islàmic.
Ja en l'última dècada del segle XX i a primeries del XXI s'escometeren obres importants de consolidació, restauració i fins i tot reconstrucció, i obertura al públic. Entre 1996 i 1998 es dugueren a terme la consolidació de les restes, la rehabilitació de l'accés i la porta principal, a més de prospeccions arqueològiques. En 1999 i 2000 es feren obres d'urgència per evitar la pèrdua de volums per erosió i s'instal·là llum i aigua. Es restaurà el perímetre exterior de les muralles i seguiren les excavacions arqueològiques en els anys 2005 i 2006. L'obra més destacada fins ara és la reconstrucció de la sala capitular en 2007-2008.